# Anni Aitto
Anni Maria Aitto (15 de noviembre de 1892-6 de diciembre de 1976) fue una actriz teatral y cinematográfica finlandesa. 

## Biografía
Su verdadero nombre era Anni Maria Dahlström, y nació en Suomussalmi, Finlandia, siendo su padre Eemeli Dahlström. Anni Aitto trabajó en un banco entre 1914 y 1920, y se formó como actriz entre 1920 y 1921 en la Academia de Teatro de la Universidad de las Artes de Helsinki. Empezó a actuar en Oulu, en el Teatro Oulun kaupunginteatteri en el año 1918. Fue igualmente actriz del Teatro de Tampere (Tampereen Teatteri) en los años 1920–23 y 1929–32. Otras ciudades en las que actuó fueron Helsinki y Turku. En esta última trabajó entre 1925 y 1929 en el Turun suomalainen teatteri, siendo nuevamente parte del elenco del mismo teatro entre 1938 y 1956, retirándose en el Turun kaupunginteatteri de dicha ciudad.
También fue actriz cinematográfica, participando en catorce películas entre 1928 y 1955, siendo una de ellas Sillankorvan emäntä (1953). Por su trayectoria artística, en el año 1954 recibió la Medalla Pro Finlandia.
Casada con el actor Jalmari Rinne, tuvo tres hijos, todos actores igualmente: Tommi, Taneli y Tiina.
Anni Aitto falleció en Helsinki en el año1976.